# Agonum foveiceps
Agonum foveiceps är en skalbaggsart som beskrevs av Notman. Agonum foveiceps ingår i släktet Agonum och familjen jordlöpare. Inga underarter finns listade i Catalogue of Life.